# جعفرآباد (بخش مرکزی شاهرود)
جعفرآباد یک روستا در ایران است که در دهستان حومه (شاهرود) واقع شده‌است. جعفرآباد ۸۰ نفر جمعیت دارد.